# F1巨星卡丁賽
《F1巨星卡丁賽》是一款於2012年11月推出的電子遊戲，由Codemasters開發。這是一款較不嚴謹地基於2012年世界一級方程式錦標賽的卡丁車競速遊戲，遊戲內的賽道也以顛頗、跳躍和捷徑重新設計。這算是一款傳統的《一級方程式》電子遊戲的副產品，同時也是Codemasters的第一款卡丁車競速遊戲。玩家可以選擇像是賽巴斯蒂安·維泰爾、劉易斯·漢米爾頓、尼可·羅斯堡、查爾斯·皮克、馬克·韋伯、麥可·舒馬克和費爾南多·阿隆索等的卡通化一級方程式車手。這款遊戲在2012年7月13日的聖地亞哥國際動漫展上發表。Codemasters曾描述這款遊戲強調的是娛樂而非擬真。這款遊戲在2012年12月6日被證實將以《F1巨星卡丁賽：增強版》之名發行於Wii U平台，並於2014年1月16日推出。Codemasters於2014年5月22日宣布發布iOS版本。

## 遊戲內容
所有遊戲人物皆是來自2012年世界一級方程式錦標賽的12支隊伍和24位車手，另外還有兩支虛構隊伍——其一為有兩位女性車手魯比·保厄（Ruby Power）和潔西卡·徹克（Jessica Chekker）的TecNova-Star隊，另一隊是男性車手喬希·默里特（Josh Merit）和女車手星原綺羅（Kira Hoshihara）的Satsu-Aceler隊。預設有11條根據賽季的20場分站所選的賽道，不過為了適合遊戲的玩法，有先行經過修改（像是阿布扎比大獎賽的某一部分便是根據法拉利世界的Formula Rossa雲霄飛車而修改的）。其餘的賽道和更多的遊戲內容也可以透過付費下載來取得。每一條賽道在一些彎角會有動能回收系統，還有可以讓玩家取得武器的物品箱。若是受到武器攻擊，會損壞玩家的賽車，造成車手必須進入維修站維修，以保持賽車的極速。

## 追加下載內容
2013年1月8日，先行在歐洲和北美洲地區的Xbox Live、Steam和Windows PC平台推出了歐洲、加拿大、中國和印度等四條額外賽道。歐洲的PlayStation 3平台也在隔天推出。

## 外部連結
- 官方网站